# Onthophagus monapoides
Onthophagus monapoides é uma espécie de inseto do género Onthophagus, família Scarabaeidae, ordem Coleoptera.

## História
Foi descrita cientificamente por Bates em 1888.